# Славена Вътова
Славена Вътова е българска манекенка, Мис България 2006 и телевизионна водеща.

## Биография
Славена Вътова е родена на 12 април 1989 г. Средното си образование завършва в Частна английска гимназия „Уилям Шекспир“, а преди това е учила в Математическата гимназия в родния си град. Започва да следва Египтология в Нов български университет, но след първата година се премества на дистанционно обучение по Икономика. През 2005 година Славена печели конкурса „Мис Черно море“, а година по-късно през 2006 г. е избрана за „Мис България“. Тренирала е четири години лека атлетика и три години тенис на маса, също спортни танци и плуване. Владее три езика – английски, италиански и испански. Един от най-успешните модели на агенция Visages Model Group. През юли 2012 г. Славена печели Световния конкурс за красота „Мис Туризъм Интерконтинентал“, който се провежда в Санто Доминго. Там е избрана и за културен посланик и най-добър модел.
Корица на списание „Плейбой“ за януари 2012 г.
От септември 2016 г. е водеща на телевизионното предаване „Спорт ТОТО“ по bTV. Водеща е и на предаването „Спортисимо“ по БНТ.
През 2019 г. (сезон 6) и 2021 г. (сезон 7) е част от журито в предаването „България търси талант“.